# Nolavia rubriventris
Nolavia rubriventris is een spinnensoort in de taxonomische indeling van de jachtkrabspinnen (Sparassidae).
Het dier behoort tot het geslacht Nolavia. De wetenschappelijke naam van de soort werd voor het eerst geldig gepubliceerd in 1939 door Piza.